# Lilya Brik
Lili Brik (rusă Лиля Юрьевна Брик, n. Moscova 1891 – d. 4 august 1978) a fost o  poetă rusă, dar a fost cunoscută mai ales ca muza lui Vladimir Maiakovski.

## Biografie
Lilia a fost sora mai mare a scriitoarei Elsa Triolet și soția scriitorului și criticului literar Osip Brik. S-a născut într-o familie de evrei, fiică a unui avocat și a unei profesoare de muzică din Moscova. Cele doua surori, renumite pentru frumusețea lor, au primit o foarte bună educație, amândouă cântau la pian și vorbeau fluent limba germana și franceza. Lili a absolvit Institutul de Arhitectura din Moscova, iar în 1912 s-a căsătorit cu Osip Brik.
Lili Brik, o figură marcantă a vieții culturale din acei ani, era celebră și peste hotare. Poetul Pablo Neruda a numit-o chiar „muza avangardei ruse.” Lili Brik era o personalitate polivalentă și a avut preocupări dintre cele mai diverse - a încercat să se afirme în literatură, a jucat in filmul Împatimită de film", a fost co-scenarist și co-regizor la producția "Ochiul de sticlă". Yves Saint-Laurent a cunoscut-o pe Brik în 1975, când aceasta se afla în Franța, într-o vizită la sora ei, Elsa Triolet, soția cunoscutului scriitor francez Louis Aragon. Cu toate că își pierduse frumusețea, Yves Saint-Laurent a găsit-o fermecătoare și a curtat-o cu insistență.
La Moscova, în vârsta de 87 de ani, grav bolnavă, Lili Brik se sinucide.

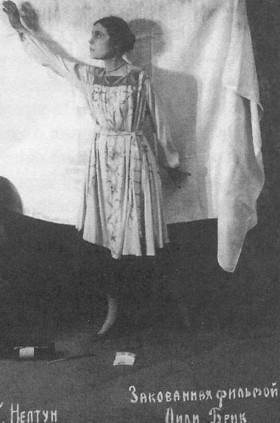
Lilya Brik jucând în filmul Împătimită de film (1918)

## Opere
- Cățelul "Щен"
- Cu Maiakovski "С Маяковским"
- Povești Pasionale "Пристрастные рассказы"
- Scrisorile dintre Lili și Elsa 1920-1970